# Cratere Mädler (Luna)
Mädler è un cratere lunare intitolato all'astronomo tedesco Johann Heinrich von Mädler. Si trova sulla parte di mare che congiunge il Sinus Asperitatis a nord ed il Mare Nectaris a sudest. Ad ovest si trova il grande cratere Teofilo, e Mädler si trova proprio sui suoi bastioni più esterni.
Il bordo di Mädler è irregolare e di forma leggermente oblunga. Si osserva un basso picco centrale unito ad una rima che attraversa tutto il fondo.

## Crateri correlati
Alcuni crateri minori situati in prossimità di Mädler sono convenzionalmente identificati, sulle mappe lunari, attraverso una lettera associata al nome.
| Mädler | Latitudine | Longitudine | Diametro |
| ------ | ---------- | ----------- | -------- |
| A      | 9,5° S     | 29,8° E     | 5 km     |
| D      | 12,6° S    | 31,1° E     | 4 km     |